# آندرونیکی دراکو
آندرونیکی دراکو (به یونانی: Ανδρονίκη Δράκου) (زاده ۹ دسامبر ۱۹۶۵)، که به نام نینا دراکو (به یونانی: Νίνα Δράκου) نیز شناخته می‌شود، یک پزشک و جراح یونانی اهل کموتینی است. او متخصص جراحی ارتوپدی و در حال حاضر مدیر کلینیک ارتوپدی بیمارستان عمومی لایکو در شهر آتن است.

## تحصیلات
آندرونیکی دراکو در سال ۱۹۹۱ از دانشکده پزشکی دانشگاه ارسطو واقع در شهر تسالونیکی فارغ‌التحصیل شد. وی همچنین دارای مدرک ام‌فیل (.M.Phil) از دانشگاه شفیلد (۲۰۰۸) و دیپلم تحصیلات تکمیلی در اصول مفصل‌سازی زانو با کمک کامپیوتر از دانشگاه گلاسگو (۲۰۱۱) است.

## فعالیت‌ها
نینا دراکو به دلیل پیشگامی در عمل‌های پیچیده در جراحی ارتوپدی شناخته شده‌است. در سال ۲۰۱۸ او تیمی از جراحان ارتوپدی را در استفاده از ناخن‌های داخل عضله درازکننده اندام فعال‌شده توسط یک میدان الکترومغناطیسی خارجی روی یک بیمار جوان مبتلا به آکندروپلازی هدایت کرد. در این عمل پیچیده ناهنجاری‌های اسکلتی تعمیر و بازسازی می‌شوند و برای انجام آن باید استخوان را بریده و آهسته جدا کرد و اجازه داد استخوان خود به آرامی بازسازی شود. این عمل که به مدت هفت ساعت در بیمارستان عمومی لایکو انجام شد، در نوع خود نخستین موردی بود که در یک بیمارستان دولتی در یونان انجام می‌شد. قد این بیمار کوچک حدود ۱۰ سانتی‌متر افزایش یافت و او پس از دو روز بستری از بیمارستان مرخص شد. به گفته پدرش او پس از یک هفته شروع به راه رفتن کرد و دردی را متحمل نشده‌است.
دراکو در سال ۲۰۲۰ در همان بیمارستان، اولین عمل را با استفاده از شبیه‌سازی به کمک رایانه و چاپ سه‌بعدی برای بازسازی استخوان تغییر شکل‌یافته ران در یک بیمار مبتلا به بیماری نادر استخوانی انجام داد. این روش جراحی توسط تیمی از محققان، مهندسان و جراحان ارتوپدی از دانشگاه بالگریست (زوریخ) و تیم ارتوپدی بیمارستان عمومی لایکو به رهبری دراکو ساخته شد. نتیجه این همکاری نزدیک، تهیه یک طرح بلندپروازانه است که تکنیک‌های ترمیم ناهنجاری‌های اسکلتی را با استفاده از فناوری چاپ سه بعدی بهینه‌سازی می‌کند. این یک پروژه است که بخشی از برنامه‌ریزی جراحی با دقت بالا است و کاربردی از پزشکی دقیق در ارتوپدی است. در این روش جراحی به‌طور دقیق‌تر در ابتدا مدلی از استخوان واقعی بیمار ساخته می‌شود و تمام «اطلاعات» مربوط به عمل روی آن نقش می‌بندد. سپس از این شبیه‌سازی برای ایجاد راهنماهای ویژه برش شخصی ساخته‌شده با چاپ سه بعدی استفاده می‌شود.
پژوهش‌های دراکو در زمینه‌هایی همچون بازسازی اندام با استخوان‌زدایی گیجی، آسیب‌های پیچیده، عفونت استخوان، بیماری‌های نادر اسکلتی و همچنین مفصل‌سازی با کمک رایانه و روش‌های کم‌تهاجمی جراحی مفصل‌های ران و زانو است. او تاکنون پروژه‌های تحقیقاتی زیادی از خود را در سمینارها و کنفرانس‌های پزشکی مرتبط ارائه داده‌است.